# Sin-Itiro Tomonaga
Sin-Itiro Tomonaga sau Shinichirō Tomonaga, japoneză 朝永 振一郎 Tomonaga Shin'ichirō, (n. 31 martie 1906, Tōkyō, Japonia – d. 8 iulie 1979, Tokyo⁠(d), Tōkyō, Japonia) a fost un fizician japonez, care a avut o importantă influență în dezvoltarea electrodinamicii cuantice pentru care a câștigat în 1965 Premiul Nobel pentru Fizică împreună cu Richard Feynman și Julian Schwinger.

## Biografie
S-a născut la Tokyo în Japonia, a absolvit Universitatea din Kyoto în anul 1929, după ce a revenit în orașul de baștină. A rămas în acest oraș pentru tot restul carierei sale academice, devenind, profesor de fizică în anul 1941 și Președinte al Universității în anul 1956. 

## Creația științifică
A fost unul dintre primii care a dezvoltat o teorie cuantică consistentă a electrodinamicii relativiste cuantice. La acele timpuri dificultatea principală consta în slaba aplicare a teoriei cuantice pentru descrierea proceselor din lumea subatomică cu energii foarte înalte. Ideea principală a lui Tomonaga a fost aceea că interacțiunea particulelor în electrodinamica cuantică are loc prin schimb de cuante, aidoma războiului naval între două nave militare, când una dintre nave este atacată de o alta printr-un al treilea obiect —rachetă sau torpilă. În anii 1941–1943 a aplicat acest concept pentru dezvoltarea teoriei cuantice în concordanță cu teoria relativității restrânse. Derularea celui de al Doilea Război Mondial a făcut ca cercetările lui să nu fie cunoscute  în Occident până în anul 1947, când atât Richard Feynman, cât și Julian Schwinger publicaseră deja cercetările proprii în același domeniu. Toți trei au împărțit Premiul Nobel pentru Fizică pe anul 1965.

## Publicații
- ADS NASA
- SPIRES
- Biblioteca Congresului SUA
- EBSCO

## Despre
- Dicționar cronologic al științei și tehnicii universale, București, editura Enciclopedică și științifică, 1977
- Personalități ale științei. Mic dicționar, București, Editura științifică și enciclopedică, 1978
- Dicționar Enciclopedic Cartier, Ed. Cartier, București-Chișinău, 2004
- Ioan Ioviț-Popescu și Alexandru Dima, Laureați, PREMIILE NOBEL PENTRU FIZICA, (1998), Editura Academiei Romane, București
- The Oxford Dictionary of Scientists, Oxford University Press